# 5-Minute Crafts
5-Minute Crafts (en español: Ideas en 5 minutos) es una marca de contenido en línea al estilo DIY propiedad de TheSoul Publishing. El canal ha atraído críticas por sus life hacks potencialmente peligrosos y su dependencia de clickbait.

## Historia
TheSoul Publishing fue fundada por los empresarios con sede en Rusia Pavel Radaev y Marat Mukhametov, un equipo con experiencia en creación de contenidos en redes sociales, que lanzó AdMe. En marzo de 2017, la compañía fundó el canal de YouTube, BRIGHT SIDE. El 15 de noviembre de 2016, 5-Minute Crafts fue registrado en YouTube por TheSoul Publishing. El primer video del canal, "5 essential DIY hacks that you need to know" fue subido al día siguiente.
En 2017, los recuentos de suscriptores y vistas de vídeo del canal comenzaron a crecer rápidamente. En un artículo publicado por Mic en junio de 2017, se observó que 5-Minute Crafts había acumulado más de 4 millones de suscriptores. En 2017 y en adelante, varios sub-canales también fueron creados por TheSoul Publishing.[cita requerida]
En abril de 2018, Tubefilter cubrió una tendencia con respecto a los videos de limpieza primaverales en YouTube, señalando la participación de 5-Minute Crafts. En noviembre, Vox escribió que 5-Minute Crafts era un canal "tremendamente exitoso", citando sus entonces más de 10 mil millones de reproducciones de video y su clasificación como el quinto canal con más suscripciones en YouTube, con casi 40 millones de suscriptores en ese momento. Durante una semana en diciembre de 2018, el canal recibió más de 238 millones de reproducciones de video.
En mayo de 2020, 5-Minute Crafts creó su primer canal en inglés en Pinterest.
En julio de 2020, 5-Minute Crafts colaboró con Mattel para una campaña de marca personalizada que incluyó múltiples videos de bricolaje centrados en artesanías para toda la familia y actividades en el hogar.
Hasta agosto de 2025, el canal tiene más de 81 millones de suscriptores en YouTube.

## Críticas
Vox calificó a 5-Minute Crafts como "extraño", describiendo su contenido como "un hazlo tú mismo que ninguna persona podría o debería replicar", y criticando el uso intensivo de las miniaturas clickbait por parte del canal. Mashable describió los vídeos del canal como "absurda" y posiblemente una forma de trolling, cantando un video que decía demostrar cómo empapar un huevo en vinagre y luego jarabe de arce lo hará "más grande que antes".
Click de BBC criticó a 5-Minute Crafts por sus "falsos hacks de cocina": al seguir las instrucciones de un video en el que una raquis de maíz fresca producía palomitas de maíz cuando estaba en el microondas, el presentador encontró que la mazorca sólo estaba calentada. Ann Reardon de How to Cook That describió los canales de recetas clickbait incluyendo 5-Minute Crafts como las "noticias falsas del mundo de la repostería". En particular, criticó un video de 5-Minute Crafts en el que una fresa estaba empapada en lejía para producir una "fresa blanca", diciendo que sería peligroso que un niño la replicara y se comiera el resultado.